# Matt Luff
Matthew "Matt" Luff, född 5 maj 1997, är en kanadensisk professionell ishockeyforward som är kontrakterad till Detroit Red Wings i National Hockey League (NHL) och spelar för Grand Rapids Griffins i American Hockey League (AHL).
Han har tidigare spelat för Los Angeles Kings och Nashville Predators i NHL; Ontario Reign och Milwaukee Admirals i AHL samt Belleville Bulls och Hamilton Bulldogs i Ontario Hockey League (OHL).
Luff blev aldrig NHL-draftad.

## Statistik
| 2012–2013  | Oakville Rangers U16  | SCTA       | 40  | 15 | 32 | 47  | 18  | —  | — | — | —  | — |
|            | Oakville Rangers U16  |            | 71  | 20 | 41 | 61  | 26  | —  | — | — | —  | — |
|            | Oakville Rangers U18  | SCTA       | 6   | 2  | 3  | 5   | 2   | —  | — | — | —  | — |
| 2013–2014  | Oakville Rangers U18  | SCTA       | 66  | 56 | 42 | 98  | 62  | —  | — | — | —  | — |
|            | Oakville Blades       | OJHL       | 10  | 3  | 3  | 6   | 6   | —  | — | — | —  | — |
| 2014–2015  | Belleville Bulls      | OHL        | 64  | 9  | 22 | 31  | 20  | 4  | 1 | 1 | 2  | 4 |
| 2015–2016  | Hamilton Bulldogs     | OHL        | 61  | 27 | 30 | 57  | 43  | —  | — | — | —  | — |
| 2016–2017  | Hamilton Bulldogs     | OHL        | 45  | 25 | 24 | 49  | 33  | 7  | 4 | 5 | 9  | 4 |
|            | Ontario Reign         | AHL        | 2   | 0  | 1  | 1   | 0   | —  | — | — | —  | — |
| 2017–2018  | Ontario Reign         | AHL        | 67  | 12 | 17 | 29  | 42  | 4  | 1 | 0 | 1  | 2 |
| 2018–2019  | Los Angeles Kings     | NHL        | 33  | 8  | 3  | 11  | 9   | —  | — | — | —  | — |
|            | Ontario Reign         | AHL        | 36  | 11 | 20 | 31  | 32  | —  | — | — | —  | — |
| 2019–2020  | Los Angeles Kings     | NHL        | 18  | 1  | 4  | 5   | 2   | —  | — | — | —  | — |
|            | Ontario Reign         | AHL        | 30  | 9  | 15 | 24  | 18  | —  | — | — | —  | — |
| 2020–2021  | Los Angeles Kings     | NHL        | 13  | 1  | 0  | 1   | 5   | —  | — | — | —  | — |
|            | Ontario Reign         | AHL        | 4   | 3  | 1  | 4   | 2   | —  | — | — | —  | — |
| 2021–2022  | Nashville Predators   | NHL        | 23  | 3  | 3  | 6   | 4   | —  | — | — | —  | — |
|            | Milwaukee Admirals    | AHL        | 30  | 14 | 17 | 31  | 16  | —  | — | — | —  | — |
| 2022–2023  | Detroit Red Wings     | NHL        | 19  | 2  | 2  | 4   | 0   | —  | — | — | —  | — |
|            | Grand Rapids Griffins | AHL        | 28  | 8  | 17 | 25  | 6   | —  | — | — | —  | — |
| NHL totalt | NHL totalt            | NHL totalt | 106 | 15 | 12 | 27  | 20  | —  | — | — | —  | — |
| AHL totalt | AHL totalt            | AHL totalt | 197 | 57 | 88 | 145 | 116 | 4  | 1 | 0 | 1  | 2 |
| OHL totalt | OHL totalt            | OHL totalt | 170 | 61 | 76 | 137 | 96  | 11 | 5 | 6 | 11 | 8 |